# Keysbrook
Keysbrook är en del av en befolkad plats i Australien. Den ligger i kommunen Serpentine-Jarrahdale och delstaten Western Australia, omkring 54 kilometer söder om delstatshuvudstaden Perth.
Närmaste större samhälle är Secret Harbour, omkring 20 kilometer väster om Keysbrook. 
I omgivningarna runt Keysbrook växer huvudsakligen savannskog. Runt Keysbrook är det glesbefolkat, med 12 invånare per kvadratkilometer. Genomsnittlig årsnederbörd är 951 millimeter. Den regnigaste månaden är september, med i genomsnitt 168 mm nederbörd, och den torraste är februari, med 12 mm nederbörd.